# Jana Klimešová
Jana Klimešová (geb. Švejdová; * 31. Dezember 1970) ist eine tschechische Langstreckenläuferin.
1996, 1997 und 2001 wurde sie nationale Meisterin im Crosslauf, 2001 über 5000 m, 1998 über 10.000 m, 1997 im 10-km-Straßenlauf und 1999, 2002 und 2005 im Halbmarathon.
1999 und 2000 siegte sie beim Prag-Halbmarathon. 2000 wurde sie Zweite beim Austin-Halbmarathon, Fünfte beim Austin-Marathon und belegte bei den Halbmarathon-Weltmeisterschaften in Veracruz den 34. Platz.
2002 wurde sie Dritte beim Prag-Halbmarathon und als Gesamtvierte des Prag-Marathons tschechische Meisterin im Marathonlauf. 2004 wurde sie Achte beim Prag-Halbmarathon, 2005 Dritte, 2006 und 2008 Fünfte. 2006 kam sie beim Würzburger Residenzlauf auf den elften Platz.
Jana Klimešová ist mit dem ehemaligen Langstreckenläufer Petr Klimeš verheiratet.

## Persönliche Bestzeiten
- 5000 m: 16:43,66 min, 23. August 1997, Prag
- 10.000 m: 34:23,46 min, 5. Juli 1997, Třinec
- 10-km-Straßenlauf: 35:03 min, 30. April 2006, Würzburg
- Halbmarathon: 1:13:53 h, 6. Februar 2000, Austin
- Marathon: 2:39:21 h, 20. Februar 2000, Austin